# توماس آر. بارد
توماس آر. بارد (انگلیسی: Thomas R. Bard; زاده ۸ دسامبر ۱۸۴۱ - درگذشته ۵ مارس ۱۹۱۵) سناتور سابق عضو جمهوری‌خواه بود. وی در سال ۱۹۰۰ تا ۱۹۰۵ میلادی سناتور ایالت کالیفرنیا در سنای ایالات متحده آمریکا بود.